# Antiporter
Antiporter (izmenjivač ili nasuprotni-transporter) je integralni membranski protein koji je deo sekundarnog aktivnog trasporta. Ovaj protein transportuje dva ili više različitih molekula ili jona preko fosfolipidne membrane. U sekundarnom aktivnom transportu jedna vrsta rastvorene supstance se kreće u smeru elektrohemijskog gradijenta, što dozvoljava komplementarnoj rastvorenoj komponenti da se kreće u suprotnom smeru. Ovo kretanje je u kontrastu sa primarnim aktivnim transportom, u kome se sve rastvorene supstance kreću nasuprot njihovog koncentracionog gradijenta, koristeći ATP energiju.
Ovaj transport često obuhvata više rastvorenih materijala. Na primer: +/2+ izmenjivač, koji ćelije koriste da odstrane kalcijum iz citoplazme, razmenjuje jedan kalcijum jon za tri jona natrijuma.

## Spoljašnje veze
- BioNet škola